# Colomera
Colomera é um município da Espanha na província de Granada, comunidade autónoma da Andaluzia, de área 113 km² com população de 1588 habitantes (2007) e densidade populacional de 13,98 hab/km².

## Demografia
| Variação demográfica do município entre 1991 e 2004 | Variação demográfica do município entre 1991 e 2004 | Variação demográfica do município entre 1991 e 2004 | Variação demográfica do município entre 1991 e 2004 |
| --------------------------------------------------- | --------------------------------------------------- | --------------------------------------------------- | --------------------------------------------------- |
| 1991                                                | 1996                                                | 2001                                                | 2004                                                |
| 1865                                                | 1708                                                | 1623                                                | 1567                                                |